# Mlinca
Mlinca je gorski potok, ki izvira južno pod sedlom Mlinca v Karavankah. Vzhodno od naselja Dovje pri Mojstrani pa se kot levi pritok izliva v Savo Dolinko. Mlinci se pod planino Mlinca pridruži še potok Žakelj.